# Wilson Whineray
Sir Wilson James Whineray (Auckland, 10 luglio 1935 – 22 ottobre 2012) è stato un rugbista a 15 e dirigente d'azienda neozelandese.

## Biografia
Dopo essersi diplomato alla Auckland Grammar School, Whineray intraprese gli studi universitari in ambito agrario avendo modo di giocare a rugby per diverse squadre provinciali. Il suo debutto internazionale con gli All Blacks avvenne il 25 maggio 1957 contro l'Australia. Fu capitano in 30 test match degli All Blacks, su 32 presenze totali con la propria nazionale, e tra gli incontri disputati figurano quelli contro i Lions nella serie vinta 3-1 nel 1959, contro il Sudafrica nel 1960, la Francia nel 1961, la serie contro l'Australia del 1962 e nel punto più alto della propria carriera sportiva guidò gli All Blacks durante il tour in Gran Bretagna e Francia del 1963-64. Whineray giocò principalmente come pilone, ma le sue caratteristiche lo rendevano adatto a ricoprire anche il ruolo di numero 8. È ampiamente acclamato come uno dei migliori capitani nella storia degli All Blacks.
Dopo il suo ritiro dal rugby, avvenuto nel 1966, ottenne il Master in Business Administration all'Università di Harvard e ricoprì diverse posizioni di rilievo nel mondo degli affari, inclusa la presidenza della Carter Holt Harvey Ltd (una delle maggiori aziende neozelandesi).
Wilson Whineray è stato ammesso nell'International Rugby Hall of Fame nel 1999 ed inoltre è stato il primo neozelandese entrato a far parte della IRB Hall of Fame nel 2007.
È scomparso nel 2012 all'età di 77 anni.